# Slug Christ
Slug Christ (stilizzato Slug † Christ), pseudonimo di Charles Paul “Chaz” Bell (Atlanta, 3 marzo 1991), è un cantante, rapper e produttore discografico statunitense.
Attualmente è sottoscritto con le etichette discografiche Awful Records e Blackhouse Records.

## Biografia
Bell ha frequentato e studiato pittura al Savannah College of Art and Design.

## Carriera
Ha iniziato la sua carriera musicale esibendosi come cantante nella band mathcore An Isle Ate Her. La band ha pubblicato un full-length e un extended play e ha suonato a sostegno di alcune band di successo come i Chelsea Grin. Dopo lo scioglimento della band, Bell è stato introdotto sulla scena del rap su Internet da un amico del bassista degli An Isle Ate Her. Successivamente ha continuato a produrre basi musicali e a rappare.
Dopo essere emerso nel 2013 con una raccolta di remix intitolata Slugged Out, si sarebbe successivamente unito alla Awful Records e avrebbe pubblicato il suo album di debutto intitolato The Crucifixion of Rapper Extraordinaire, Slug Christ, nel 2015.
Solitamente, i suoi testi affrontano i temi della depressione, l'uso di droghe e la religione.

## Discografia

### Mixtape
- 2010 – So, Childish
- 2011 – Phrenia (con An Isle Ate Her)
- 2012 – H \ p s
- 2012 – Goat Eyes
- 2012 – Lil' Trapsters Vol 1: Get Out of the Trap You Fuck Boi (con Lambo Beach)
- 2013 – EDEA (con Dudes)
- 2013 – Slugged Out
- 2014 – Genocide
- 2015 – The Crucifixion of Rapper Extraordinaire, Slug Christ
- 2015 – God Is Under the Porch Where the Dog Died
- 2015 – Plant Mentality 2
- 2016 – The Demiurge
- 2018 – Judas' Betrayal and the Three Day Burial of a Salted Slug

### EP
- 2007 – Agathokakological
- 2009 – 90's Toy Commercial
- 2010 – Desiderium (con An Isle Ate Her)
- 2010 – All the Girls I Know All of Them
- 2011 – Youth on Pills
- 2011 – Slug † Christ
- 2011 – Slug Swell
- 2013 – S.O.S. (con Silky Johnson)
- 2014 – Sluggahm (con Gahm)
- 2014 – Plant Mentality
- 2014 – Iglesia: Olde Testament
- 2014 – I Feel the Sadness in My Legs and the Happy in My Head
- 2015 – An Appointment with Hector (con LuiDiamonds)
- 2015 – Girlfriend (con Ethereal)
- 2015 – Jesus Wept (con Little Pain)
- 2015 – Salted Slug (con DJ Smokey)
- 2016 – Sometimes Even the Moonlight Hurt My Eyes
- 2017 – Autoyurnt (con Lord Narf)
- 2017 – It's Colder at the Bottom of the Shower